# 알프나흐
알프나흐(Alpnach)는 스위스 옵발덴주의 마을이다. 알프나흐는 알프나흐 도르프, 알프나흐슈타트 및 Schoried 마을로 구성된다.

## 역사
알프나흐는 870년경에 알펜나초(Alpenacho)로 처음 언급되었다.

## 지리
알프나흐의 면적은 2006년 기준으로 53.8k㎡이다. 이 면적 중 32.1%가 농업용으로 사용되고 54.1%가 산림이다. 나머지 토지 중 5%는 정착지(건물 또는 도로)이고 나머지(8.9%)는 불모지(강, 빙하 또는 산)이다.
시정촌은 큰 및 작은 Schliere의 두 개 하천 위의 높이에 있다. 19세기 중반에 마을은 선형 마을 이되었다. 20세기에는 하우펜도르프 (중앙 광장 주변에 지어진 불규칙하고 계획되지 않은 매우 밀집된 마을)로 확장되었다. 그것은 알프나흐도르프, 알프나흐슈타트 및 Schoried의 마을로 구성되어 있다.

## 인구통계
알프나흐의 인구(2020년 12월 31일 기준)는 6,109명이다. 2007년 기준으로 전체 인구의 13.2%가 외국인이다. 지난 10년 동안 인구는 11.1%의 비율로 증가했다. 대부분의 인구(2000년 기준)는 독일어(89.7%)를 사용하며 알바니아어가 두 번째로 많이 사용(2.3%)되고 포르투갈어가 세 번째(1.8%)로 사용된다. 2000년 기준으로 인구의 성별 분포는 남성 50.8%, 여성 49.2%였다. 2000년 현재 알프나흐에는 1,828세대가 있다.
2007년 연방 선거에서 가장 인기 있는 정당은 34.1%의 득표율을 기록한 CVP였다. 다음으로 가장 인기 있는 세 정당은 SVP (33.6%), 기타(23.2%) 및 SPS (9%)였다.
알프나흐에서는 인구의 약 67.2%(25-64세)가 필수가 아닌 고등 교육 또는 추가 고등 교육(대학 또는 응용학문대학)을 완료했다.
알프나흐의 실업률은 1.55%이다. 2005년 기준으로 1차 경제 부문에 228명이 고용되어 있고 이 부문에 약 91개 기업이 참여하고 있다. 839명이 2차 부문에 고용되어 있고 이 부문에 81개의 기업이 있다. 952명이 3차 부문에 고용되어 있으며 이 부문에는 144개의 기업이 있다.
역사적 인구는 다음 표에 나와 있다.
| 년도 | 인구  |
| ---- | ----- |
| 1799 | 1,157 |
| 1850 | 1,622 |
| 1900 | 1,779 |
| 1950 | 3,022 |
| 2000 | 4,932 |

## 교통
알프나흐는 인터라켄에서 루체른까지 가는 지역 간 협궤 철도인 브뤼닉선으로 알프나흐 도르프역과 알프나흐슈타트역과 연결된다. 기스빌과 루체른 사이를 30분 간격으로 운행하는 루체른 S-반 S5 서비스는 두 역 모두에서 정차하는 반면 인터라켄과 루체른 사이의 인터레기오 열차는 일반적으로 알프나흐 도르프역에서만 정차한다. 알프나흐슈타트는 루체른호 해운(SGV)의 루체른 호수 운송 서비스를 통해 루체른과 기타 호숫가 지역 사회에 대체 연결편을 제공한다. 알프나흐슈타트역 건너편에 위치한 알프나흐슈타트 PB역은 필라투스 산정상까지 가는 필라투스 철도의 종점이다.
알프나흐는 또한 스위스 공군의 알프나흐 공군 기지의 본부이기도 하다.

## 관광

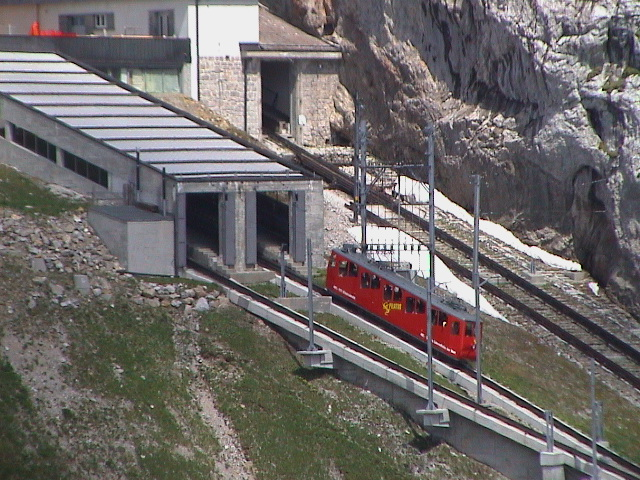
필라투스반, 세계에서 가장 가파른 랙 철도

알프나흐의 주요 명소로는 필라투스 산으로 가는 세계에서 가장 가파른 랙 철도인 필라투스 철도가 미텔란트로 올라가는 스위스 중부의 저명한 산등성이인 필라투스(2,132m)까지 이어진다. 톱니바퀴 철도의 산악 역과 2개의 산악 호텔은 모두 알프나흐에 있다.
루체른 호수의 측면 능선을 따라 주변에 알프나흐 호수(Alpnachersee)가 있으며, 이곳은 다양한 수상 스포츠에 적합하다. 특히, 초보자를 위한 좋은 윈드서핑 조건을 갖추고 있다.

뾰족한 91m 높이의 교회탑이 있는 성 마리아 막달레나 교구 교회는 이 풍경의 두드러진 특징을 제공한다. 알프나흐슈타트와 쇼리트 지역에도 오래된 예배당이 있다.
그 외에도 로마 맨션 및 수동 인쇄소가 있다.
알프나흐는 비헬 호수, 알프나흐 호수, 자르너 아강 등 범람원 지역인 슐리렌탈(Schlierental)에서 광범위한 하이킹과 자전거 여행을 위한 좋은 출발점을 제공한다. 필라투스 지역(Esel, Tommlishorn, Mittaggüpfi)에는 보통 난이도의 산악 하이킹이 있으며, 다양한 산악 레스토랑과 호텔 및 농장의 현지 숙박 시설에 휴게소가 있다.